# 监沔县
监沔县，中国旧县名。
湘鄂西苏区设。1930年由湖北省监利、沔阳两县析置。以两县首字得名。曾几度废置。1934年撤销。